# Spetaea lachenaliiflora
Spetaea lachenaliiflora Wetschnig & Pfosser – gatunek roślin z monotypowego rodzaju Spetaea Wetschnig & Pfosser z rodziny szparagowatych. Występuje endemicznie w górach Limietberge i Slanghoekberge na wschód od Wellington w  Prowincji Przylądkowej Zachodniej w Południowej Afryce.
Nazwa naukowa rodzaju została nadana na cześć Franza Spety, współczesnego austriackiego botanika. Epitet gatunkowy po łacinie oznacza „o kwiatach lachenalii”, wskazując na podobieństwo w budowie kwiatów roślin z obu tych rodzajów. 

## Morfologia
PokrójWieloletnia, roślina zielna, o wysokości 20–45 cm.
PędKulista, podziemna cebula o średnicy ok. 3,5 cm, z ciemnobrązową, niewłóknistą okrywą i cienkimi korzeniami.
LiścieRośliny tworzą około 6 gruboszowatych liści, kanalikowatych, równowąskich do lancetowatych, stopniowo zaostrzonych, o długości 15–25 cm i szerokości od 1 do 3 cm, lśniących, nagich.
KwiatyZebrane w gęste grono o długości 10–20 cm i średnicy 4–5 cm, wyrastające na wzniesionym głąbiku o wysokości 20–50 cm i średnicy około 4 mm. Przysadki o długości 2–3 mm i szerokości 1,5 mm, odgięte, o błoniastych wierzchołkach. Szypułki prostopadłe do głąbika, nagie, o długości od 0,9 do 1,9 cm. Okwiat dzwonkowaty, niebieski do fioletowego. Listki okwiatu o długości 9–11 mm i szerokości 1,8–2,5 mm, u nasady zrośnięte w wąską miseczkę. Nitki pręcików zespolone u nasady, rozpostarte, niebieskie do fioletowych, o długości 9–12 mm. Pylniki o długości ok. 2,5 mm, dołączone grzbietowe, fioletowe do purpurowych. Pyłek żółty. Zalążnia o długości 3 mm i średnicy 2 mm, z 2 lub 3 zalążkami w każdej komorze. Szyjka słupka o długości 7–9 mm.
OwoceTępo trójklapowana, odwrotnie jajowata torebka o długości 10 mm i średnicy 8 mm, zawierające eliptyczne, spłaszczone, czarne nasiona.

## Biologia
RozwójGeofity cebulowe, pirofity, kwitną w połowie lata (od grudnia do stycznia), jedynie po pożarze w poprzednim sezonie. Kwiaty zapylane są przez pszczoły porobnice i smuklikowate.
SiedliskoWyłomy skalne na piaskowcach, na glebach bogatych w próchnicę, głównie na południowych zboczach.
GenetykaLiczba chromosomów 2n = 20.

## Systematyka
Pozycja systematycznaNależy do monotypowego rodzaju Spetaea w  podplemieniu Massoniinae, w plemieniu Hyacintheae z podrodziny Scilloideae w rodzinie szparagowatych Asparagaceae.  Stanowi klad siostrzany dla rodzaju Daubenya.